# 大口暴麗魚
大口暴麗魚（学名：Tyrannochromis macrostoma）為輻鰭魚綱鱸形目隆頭魚亞目慈鯛科的其中一種。其种加词“macrostoma”意为“大口的”。

## 分布
本魚分布於東非的馬拉威湖。

## 特徵
本魚身體為亮銀灰色，體格健壯。口大，背鰭基部具有零散的深色斑點，身上有幾條模糊的深色直條紋。有一條明顯橫條紋沿著魚體貫穿全身直至鰓蓋後部。體長約在30公分。

## 生態
本魚棲息湖泊岩石區水質清澈處，常在岩石間穿梭覓食，屬肉食性，當發現獵物時，會用其大嘴將獵物吸入。

## 經濟利用
為觀賞魚，具有侵略性。